# Plopșoru (okręg Gorj)
Plopșoru – wieś w Rumunii, w okręgu Gorj, w gminie Plopșoru. W 2011 roku liczyła 661 mieszkańców.